# La Sarita
La Sarita is een plaats in het Argentijnse bestuurlijke gebied General Obligado in de provincie Santa Fe. De plaats telt 1.985 inwoners.